# B.C.ビューティー・コロシアム
『B. C. ビューティー・コロシアム』は、フジテレビ系列で放送した容姿の悩みを相談して解決するバラエティ番組である。ハイビジョン制作でステレオ放送である。
2001年10月26日から2003年9月26日の間に金曜日19時00分 - 19時57分 (JST) にレギュラー放送され、レギュラー放送終了後は『カスペ!』枠を中心に不定期の特別番組として放送した。2020年9月13日に『日曜THEリアル!』枠で、同コンセプトの番組『美容ゴットハンド（ビューティ・ゴットハンド）』が編成された。

## 概要
容姿のコンプレックスで人生に迷った相談者を、新たに人生のスタートラインに立たせて応援することを目的としている。相談者は容姿が原因で如何なる経験をしたかを説明し、整形の決意を司会やゲストに伝える。覚悟が伝わると司会者の「開け ビューティー・コロシアム」の台詞で扉が開き、美の最前線で活躍する最高のアーティストとされる「美のプロフェッショナル」が、相談者を美しくする方法を提案する。
2001年10月26日から2003年9月26日まで金曜19時台でのレギュラー放送が行われ、2004年6月1日から『カスペ!』枠を中心に不定期で放送された。レギュラー期の司会は和田アキ子と島田紳助。和田は2001年9月まで金曜20時台に放送された『世界超密着TV!ワレワレハ地球人ダ!!』、紳助は前番組『ザ! キャッシュマン』で司会を務めた。「スペシャルは1度だけ」と思っていた紳助が降板し、2004年11月16日放送分のスペシャル版第2回以降は和田のみとなった。
前番組『ザ!キャッシュマン』（フジテレビ・関西テレビ共同制作）と異なりフジテレビの単独制作である。金曜19時台はローカルセールス枠で、ネットしない系列局も存在したがスペシャル版は放送された。
2005年11月22日放送分から治療費なども支払われたが、ほぼ100万円単位の高額で視聴者から批判が寄せられた。視聴率に変化が見られず、2007年2月6日放送分から再び非公開になった。
2006年11月26日収録分（2007年2月6日放送）からハイビジョン制作を開始し、レギュラー放送時代から使用されていたスタジオセットも初めて変更した。
レギュラー時代から2007年6月12日放送分以前は「相談者のVTR紹介の後に既に相談者がスタジオにいて和田達と話している」登場方式だったが、2007年10月9日放送分から「スタジオに相談者が入場してくる場面を映した後に相談者のVTR紹介、次に和田らと話す」方式に変更された。
レギュラー時代は、「美のプロフェッショナル」から美を確約された相談者に紳助がサインを求め、サインに応じると紳助が「これであなたの美は約束されました」と発言する演出があった。紳助降板後は相談者にサインを求める演出はなくなり、テロップでこの台詞が表示されるのみとなった。
2009年3月31日は女性芸能人6人が与えられた期間内でのダイエットに挑戦する特別版『女性芸能人・真剣ダイエットスペシャル』を3時間スペシャルとして放送した。この企画が好評だったため、以後も継続された。特別版の司会は名倉潤とフジテレビ女性アナウンサーの中野美奈子、加藤綾子、生野陽子で、和田がスペシャルサポーターとして出演、ダイエット挑戦者が今後も続ける「継続」、合格である「完結」を判定する。
番組の最後に、「（本番組は）美容整形を奨励する番組ではない」という趣旨のテロップが流されていた。これは、整形はあくまでも美を手に入れるための一手段であるという番組側の考えからであり、このため、美しくなるために努力する意思がないとみなされて、和田ら出演者に「整形手術をするための番組ではない」「ただ整形だけして人生が変わると思えない」と怒られる相談者が度々いた。「美のプロフェッショナル」の助言と指導の下、整形手術を行わずに容姿を理想に近付けた相談者も複数いた。
2009年6月23日放送分で、病気の子供の介護疲れで顔が老けてしまった女性が登場したが、「ただ若く見られたい、病気の子供に構いっきりで、何もできなかった長男に恩返しがしたい」ことを理由にしたために和田と中尾彬らのパネラーが怒り、扉が開かれなかった。のちに当該回でパネラーを担当した藤本敏史が、過去の出演者の中から依頼者の女性と同じ境遇で番組で整形した出演者と面会させ、アドバイスをうけて2か月後に再び登場した。歯を入れるなど自分なりに美しくした様子を見せ、年相応に見られたいと訴え、扉が開かれて大変身した。
番組の性格上、相談者は大半が女性だが、ニューハーフ、外国人、男性が相談者として出演した回もあった。
依頼者には骨格などの問題で手術が困難なケースもあり、番組内に収まらずに結果が次回へ持ち越されることもあるが、2011年2月22日放送分は、結果の持ち越しやエンディングの出演希望者募集告知が行われず、以後通常版の放送は行われていないが、特別版は放送が継続された。

## 出演者

### 司会
2001年10月26日 - 2004年6月1日
- 和田アキ子
- 島田紳助

2004年11月16日 - 2011年2月22日
- 和田アキ子

### 主なビューティー・コメンテーター
- 中尾彬
- 梅宮辰夫
- 奈美悦子
- ピーター
- 石田純一
- 柳沢慎吾
- 薬丸裕英
- 山咲トオル
- 飯星景子
- 光浦靖子
- 加藤明日美
- 熊切あさ美
- 浜口順子
- 室井佑月
- 宮崎美子
- 長井秀和
- 阿藤快
- 西村知美
- 杉本彩
- 熊田曜子
- カンニング竹山
- 東貴博
- 土田晃之
- 鈴木紗理奈
- 千原ジュニア
- はるな愛

ほか

### 美のプロフェッショナル

#### ヘアー
- 坂巻哲也
- 宮村浩気
- 野沢道生

#### メイク
- TAKAKO
- 大橋タカコ
- 三上宏幸
- 白土淳子

#### スタイリスト
- 桐原三恵子
- 遠山真紀
- 松本光司
- 鬼塚美代子

#### エステティシャン
- たかの友梨（たかの友梨ビューティクリニック・院長）
- 寺田昌之（A4M「米国アンチエイジング医学会」・編集長）
- 篠塚蘭美以（ボディーフリーク・主宰）

#### 形成外科医・歯科医師
- 半田俊哉（大塚美容形成外科・副院長）
- 望月正史（大塚美容整形外科・歯科院長）

## スペシャルの放送日
| 放送日         | 視聴率 |
| -------------- | ------ |
| 2004年6月1日   | 14.8%  |
| 2004年11月16日 |        |
| 2005年5月31日  |        |
| 2005年11月22日 |        |
| 2006年2月14日  | 16.7%  |
| 2006年6月6日   | 16.0%  |
| 2006年9月26日  | 12.0%  |
| 2007年2月6日   | 17.0%  |
| 2007年6月12日  | 12.0%  |
| 2007年10月9日  | 15.6%  |
| 2008年2月19日  | 14.7%  |
| 2008年7月22日  | 10.8%  |
| 2008年11月11日 | 12.3%  |
| 2009年3月6日   | 15.1%  |
| 2009年6月23日  | 12.9%  |
| 2009年10月27日 | 15.7%  |
| 2010年3月16日  | 12.5%  |
| 2010年7月27日  | 11.2%  |
| 2011年2月22日  | 14.3%  |

女性芸能人・真剣ダイエットスペシャル
| 放送日         | 視聴率 |
| -------------- | ------ |
| 2009年3月31日  | 15.0%  |
| 2009年10月13日 | 16.7%  |
| 2010年4月6日   | 12.6%  |
| 2010年10月4日  | 13.4%  |
| 2011年6月21日  | 13.4%  |
| 2012年1月5日   | 10.7%  |
| 2014年1月28日  |        |

- プロ野球シーズン中は遅れ放送または未放送になる系列局もある。

## スタッフ

### レギュラー版
- 構成：森一盛、渡辺健久、佐藤俊明、本末恵理子(現:本松エリ)、兼上頼正
- 技術プロデューサー：中市友（共同テレビ）
- TD：大嶋徹（共同テレビ）
- CAM：寺本和美（共同テレビ）
- VE：青山修司（共同テレビ）、川崎淳（共同テレビ）
- AUD：中村仁（共同テレビ）
- PA：神田英幸
- LD：米田晴夫、根本進、前島秀之、岩村信夫【週替り】
- バーチャル映像：坂田昌也、伊東健一郎
- 美術プロデューサー：松沢由之
- 美術デザイン：越野幸栄（フジテレビ）
- 美術進行：堀部信行
- 大道具：豊田哲夫、下之門勝広
- アクリル装飾：永山淳
- 視覚効果：中山信男
- 特殊装置：鶴谷周平
- キャストメイク：一條純子
- CG：岩下みどり（ケネックジャパン）、さんちさん
- 音楽：池頼広
- EED：伊澤綾美（共同テレビ）、加藤武志（共同テレビ）／石上淳（IMAGICA）
- MA：岩下広史（共同テレビ）／渡辺真義（IMAGICA）
- 音効：志田博英、山口晃司
- アドバイザー：大古知金吾
- ロケ技術：共同テレビ取材技術部
- 美術協力：フジアール
- 技術協力：共立、FLT、エクサインターナショナル
- 協力：大塚美容形成外科・歯科、たかの友梨ビューティクリニック
- 広報：小田多恵子（フジテレビ）→植村綾（フジテレビ）
- 編成：大辻健一郎（フジテレビ）
- TK：北條由美子
- デスク：天野華子
- リサーチ：藤本恵理子、高岡千景、萩野真理、松林順子、チャーリー藤澤、佐藤久美子他
- AD：森栄一郎（ncv）、梅津芳臣、原田大輔、佐藤勇吾、片岡智里、八木信人（ncv）
- AP：三竿玲子（フジテレビ）、荒田昌員（共同テレビ）、橋本美穂
- プロデューサー：細川邦夫（共同テレビ）、大林龍彦（共同テレビ）、関盛秀（共同テレビ）、林田竜一（ncv）、栗林謙（ティーバック）
- 取材ディレクター：富田洋司、安達敏春（ncv）、坂口和之進（共同テレビ）、名越二美、福元洋之、高橋敦子、早坂香里、三脇えり奈
- ディレクター：神崎茂（共同テレビ）、竹内康人（共同テレビ）、川本良樹（ncv）、小林周一（ncv）
- 総合演出：宮本忠浩
- 企画・プロデューサー：金田耕司（フジテレビ）
- 制作協力：共同テレビ、ncv
- 制作著作：フジテレビ

### スペシャル版
- 企画：高瀬敦也（フジテレビ）
- 構成：森一盛、松本えり子、兼上頼正
- 音楽：池頼広
- 技術プロデューサー：中市友
- SW（スイッチャー）：大嶋徹
- CAM（カメラマン）：寺本和美
- VE（ビデオエンジニア）：川崎淳
- 音声：藤橋浩司郎
- PA（パブリックアドレス）：神田英幸
- 照明：岩村信夫
- バーチャル映像：坂田昌也、伊東健一郎
- 美術プロデューサー：松沢由之
- セットデザイン：きくちまさと
- 美術進行：石川利久
- 大道具：山本和成
- アクリル装飾：永山淳
- 視覚効果：田村憲行
- 特殊装置：テルミック
- キャストメイク：一條純子
- CG：岩下みどり（ケネックジャパン）、さんちさん、三谷晋平、パークグラフィックス
- オフライン編集：平原賢志
- VTR編集：伊藤賢俊、加藤武志
- MA：岩下広史、泉英理奈
- 音響効果：山口晃司
- 広報：植村綾（フジテレビ）
- TK（タイムキーパー）：北條由美子
- AD（アシスタントディレクター）：正頭なおみ、野崎麻美、蓑茂健太郎、若林咲子、柴田有希乃
- AP（アシスタントプロデューサー）：後藤朋子、佐々木雅子
- ディレクター：竹内康人、佃敏史、石塚学、北山友亮、富田一伸、三脇えり奈、片岡智里、黒田伸、小林由季子
- チーフディレクター：神崎茂
- 総合演出：宮本忠浩
- プロデューサー：松原憲郎
- 技術協力：共立、FLT、エクサインターナショナル
- 美術協力：フジアール
- 協力：大塚美容形成外科・歯科、たかの友梨ビューティクリニック
- スタッフ協力：R-1
- 制作協力：共同テレビ
- 制作著作：フジテレビ

## テーマ曲

### オープニング
- 不明

### エンディング
- 2001年10月 - 2002年3月：オープニングと同一のもの
- 2002年4月 - 2002年9月：gradually (day after tomorrow)
- 2002年10月 - 2003年3月：after all... (day after tomorrow)
- 2003年4月 - 2003年9月：桜（arp）
- レギュラー放送最終回・特別番組：gradually (day after tomorrow)
- 女性芸能人・真剣ダイエットスペシャル：ダンシング・クイーン (ABBA)